# Wreechen
Wreechen es un municipio situado en el distrito de Pomerania Occidental-Rügen, en el estado federado de Mecklemburgo-Pomerania Occidental (Alemania).
Se encuentra al este de la isla de Rügen, junto a la costa del mar Báltico.